# Anisotacrus kurilensis
Anisotacrus kurilensis là một loài tò vò trong họ Ichneumonidae.